# Daucus broteroi
Daucus broteroi là một loài thực vật có hoa trong họ Hoa tán. Loài này được Ten. mô tả khoa học đầu tiên năm 1831.